# Francesco Invrea
Francesco Invrea (Gênes, 1641 - Gênes, 1723) a été le 132e doge de la république de Gênes et roi de Corse.